# Гай (Австрия)
Гай (нем. Gai) — коммуна (нем. Gemeinde) в Австрии, в федеральной земле Штирия.
Входит в состав округа Леобен. Население составляет 1791 человек (на 1 января 2007 года). Занимает площадь 62,22 км². Официальный код — 6 11 02.

## Политическая ситуация
Бургомистр коммуны — Антон Коглер (АНП) по результатам выборов 2005 года.
Совет представителей коммуны (нем. Gemeinderat) состоит из 15 мест.
- АНП занимает 8 мест.
- СДПА занимает 6 мест.
- Зелёные занимают 1 место.